# Portugees basketbalteam (mannen)
Het Portugees nationaal basketbalteam is een team van basketballers dat Portugal vertegenwoordigt in internationale wedstrijden. Federeção Porteguesa de Basquetebole (Portugese Basketbalbond) is verantwoordelijk voor dit team. 
In 1935 speelde Portugal een kwalificatiewedstrijd tegen Spanje voor Eurobasket 1935. Deze wedstrijd werd opvallend genoeg in Madrid, de hoofdstad van Spanje, gespeeld, met als scheidsrechter de Spaanse coach Mariano Manent. Spanje won de wedstrijd met 33-12, waardoor Portugal niet door kon stomen naar het hoofdtoernooi.
Pas zestien jaar later, tijdens Eurobasket 1951, deed het Portugese team mee aan de Eurobasket. Het debuut was niet bepaald herinneringswaardig: Portugal werd slechts 15e van de 18 nationale teams. Decennia later, in 2007, deed Portugal weer mee aan een editie van de Eurobasket. Ditmaal werd het, na verliespartijen tegen Spanje, Kroatië, Rusland, Griekenland, en twee winstpartijen tegen Israël, tiende van Europa. Dit is tot op heden de beste internationale prestatie van het Portugees nationaal basketbalteam.

## Selectie tijdens Eurobasket 2007
Coach:  Valentin Melnychuk
| Nr. | Speler              | Lengte | Positie | Geboortejaar | Club                                |
| --- | ------------------- | ------ | ------- | ------------ | ----------------------------------- |
| 4   | Miguel Minhava      | 1,97   | Guard   | 1983         | CB L'Hospitalet                     |
| 5   | Mário Gil Fernandes | 1,74   | Guard   | 1982         | CB Plasencia                        |
| 6   | Sérgio Ramos        | 2,00   | Forward | 1975         | Drac Inca                           |
| 7   | Paulo Cunha         | 1,99   | Forward | 1980         | FC Porto                            |
| 8   | Francisco Jordão    | 2,00   | Center  | 1979         | Clube Desportivo Primeiro de Agosto |
| 9   | Filipe da Silva     | 1,93   | Guard   | 1979         | CB Villa de los Barrios             |
| 10  | João Gomes          | 1,99   | Forward | 1985         | FC Barreirense                      |
| 11  | Jorge Coelho        | 2,00   | Center  | 1978         | CB Palencia                         |
| 12  | Paulo Simão         | 1,98   | Forward | 1976         | CF Belenenses                       |
| 13  | Elvis Évora         | 2,05   | Center  | 1978         | Ovarense Aerosoles                  |
| 14  | Miguel Miranda      | 2,05   | Center  | 1978         | Ovarense Aerosoles                  |
| 15  | João Santos         | 2,03   | Forward | 1979         | Grupo Capitol Valladolid            |